# Коржівська сільська рада (Роменський район)
Коржі́вська сільська́ ра́да — колишній орган місцевого самоврядування в Роменському районі Сумської області. Адміністративний центр — село Коржі.

## Загальні відомості
- Населення ради: 1 477 осіб (станом на 2001 рік)

## Населені пункти
Сільській раді були підпорядковані населені пункти:
- с. Коржі
- с. Зеленівщина
- с. Піски
- с. Садове
- с. Ярмолинці

## Склад ради
Рада складалася з 14 депутатів та голови.
- Голова ради: Каша Анатолій Іванович
- Секретар ради: Пальонна Світлана Віталіївна

### Керівний склад попередніх скликань
| Прізвище, ім'я, по батькові | Основні відомості                                                         | Дата обрання | Дата звільнення |
| --------------------------- | ------------------------------------------------------------------------- | ------------ | --------------- |
| Каша Анатолій Іванович      | Сільський голова, 1965 року народження, член Народної партії              | 26.03.2006   | 31.10.2010      |
| Ярутіч Сергій Іванович      | Сільський голова, 1964 року народження, освіта вища, член Партії регіонів | 31.10.2010   | 11.12.2011      |
| Каша Анатолій Іванович      | Сільський голова, 1965 року народження, освіта вища, член Партії регіонів | 11.12.2011   |                 |

Примітка: таблиця складена за даними сайту Верховної Ради України